# Açoca
Açoca, Asoca ou Axoca (em brami: 𑀅𑀲𑁄𑀓; Asoka; em devanágari: अशोक, IAST: Aśoka), também conhecido como Açocavardana (Açokavardhana; 304 – 232 a.C.) foi um imperador indiano da dinastia máuria que reinou entre 273 e 232 a.C. Frequentemente citado como um dos maiores imperadores da Índia, Açoca reinou sobre a maior parte do território correspondente à Índia atual  depois de várias conquistas militares. Seu império estendia-se do atual Paquistão, Afeganistão e partes do Irã, a oeste, até Bengala e os atuais estados indianos de Assão, a leste, e de Maiçor, ao sul. Sua capital era em Mágada (atualmente no estado indiano de Biar). Ele converteu-se ao budismo, abandonando a tradição védica predominante, depois de testemunhar os massacres da guerra de Calinga, que ele mesmo havia iniciado devido a seu desejo de conquista. Dedicou-se posteriormente à propagação do budismo na Ásia e estabeleceu monumentos marcando diversos lugares significativos na vida de Gautama Buda.
Seu título imperial em prácrito advém do devanágari Devanampriya Priyadarsi (देवानांप्रिय प्रियदर्शी ; "aquele que é amado pelos deuses e que é amável para com todos") e Damma (धम्म; "que segue a lei, religioso, justo").

## Biografia

### Primeiros anos
Açoca era filho do imperador máuria Bindusara e de sua rainha Dharma (embora ela fosse uma brâmane ou shubhadrangi, era subestimada porque não tinha sangue real). Açoca teve vários irmãos mais velhos (todos meio-irmãos, filhos de outras esposas de Bindusara). Ele tinha apenas um irmão mais novo, Vitthashoka (um irmão muito amado da mesma mãe). Devido à sua grande inteligência e habilidades de guerreiro, dizia-se ter sido o favorito de seu avô Chandragupta Máuria. Como diz a lenda, quando Chandragupta Máuria deixou seu império por uma vida jainista, ele jogou fora sua espada. Açoca encontrou a espada e a guardou, apesar da advertência de seu avô.
Açoca, em sua adolescência, era rude e impertinente. Era um caçador temível. Foi um xátria e recebeu todos os treinamentos militares reais e outros conhecimentos védicos. De acordo com uma lenda, ele matou um leão com apenas uma haste de madeira. Era muito conhecido por sua luta de espadas. Ele era muito aventureiro e isso fez, dele, um lutador espetacular. Era um guerreiro assustador e um general impiedoso. Devido a esta qualidade, ele foi enviado para destruir o motim de Avanti.

### Ascensão ao poder

Império Máuria no reinado de Açoca, o Grande. O império se estendia do Irã a Bangladexe/Assam e da Ásia Central (Afeganistão) a Tâmil Nadu (no sul da Índia)

Revelando-se um general guerreiro impecável e um político astuto, Açoca passou a comandar vários regimentos do exército máuria. Sua crescente popularidade em todo o império fez seus irmãos mais velhos desconfiarem de suas chances de serem preferidos por Bindusara para se tornarem o próximo imperador. O mais velho deles, Susima, o tradicional herdeiro ao trono, convenceu Bindusara a enviar Açoca para reprimir uma revolta em Taxila, uma cidade no distrito noroeste da região paquistanesa de Punjab, onde o príncipe Susima era o governador. Taxila era um lugar muito inconstante por causa do estado de guerra entre a população indo-grega e da má gestão do próprio Susima. Isto levou à formação de diferentes milícias, causando tumultos. Açoca consentiu e partiu para a área problemática. Quando as notícias da visita de Açoca com seu exército começaram a aparecer, ele foi saudado pelas milícias revoltantes e a rebelião terminou sem um conflito (a província revoltou-se mais uma vez durante o reinado de Açoca, mas desta vez a revolta foi esmagada com punho de ferro).
O sucesso de Açoca deixou seus meio-irmãos mais desconfiados de suas intenções de se tornar o imperador e mais incitamentos de Susima levaram Bindusara a enviar Açoca para o exílio. Ele foi para Calinga e lá permaneceu incógnito. Lá ele conheceu uma mulher pescadora chamada Kaurwaki, por quem ele se apaixonou. Recentemente, foram encontradas inscrições indicando que ela viria a se tornar sua segunda ou terceira rainha.
Entretanto, houve novamente uma revolta violenta em Ujaim. O imperador Bindusara convocou Açoca a retornar do exílio depois de dois anos. Açoca foi para Ujaim e na batalha que se seguiu foi ferido, mas seus generais reprimiram a revolta. Açoca foi tratado de forma oculta para que os partidários do grupo de Susima não pudessem prejudicá-lo. Ele foi tratado por monges e monjas budistas. Nesta ocasião, ele aprendeu pela primeira vez sobre os ensinamentos de Buda, e foi também quando se encontrou com Devi, que foi sua enfermeira pessoal e filha de um comerciante da adjacente Vidixá. Após a recuperação, ele se casou com ela. Era completamente inaceitável para Bindusara que um de seus filhos se casasse com uma budista, por isso ele não permitiu a Açoca ficar em Pataliputra, mas em vez disso mandou-o de volta para Ujaim e o fez governador dessa cidade.
O ano seguinte foi de completa paz para ele e Devi estava prestes a ter seu primeiro filho. Entretanto, o Imperador Bindusara morreu. Quando a notícia do herdeiro ao trono prestes a nascer espalhou-se, o príncipe Susima planejou a execução do nascituro. No entanto, o assassino que veio para matar Devi e seu filho matou sua mãe em seu lugar. Nesta fase da sua vida, Açoca era conhecido por sua sede insaciável por guerras e campanhas lançadas para conquistar as terras de outros governantes e tornou-se conhecido como Chandaxoque (terrível Açoca; a palavra em sânscrito chanda significa cruel, feroz ou rude).
Tendo subido ao trono, Açoca expandiu o seu império ao longo dos oito anos seguintes, desde os limites atuais e regiões da Birmânia- Bangladesh e do estado de Assam na Índia no leste da território do atual Irã/Pérsia e Afeganistão, a oeste; desde a cordilheira do Pamir no norte até quase à porção peninsular ao sul da Índia (Tâmil Nadu e Andra Pradexe).

### Conquista de Calinga
Enquanto a primeira parte do reinado de Açoca foi aparentemente bastante sanguinária, ele se tornou um seguidor dos ensinamentos de Buda após a conquista de Calinga, na costa leste da Índia, no estado atual de Orissa. Calinga era um estado que se orgulhava de sua soberania e democracia. Com a sua democracia parlamentar monárquica, o estado era uma completa exceção na Índia antiga, onde existia o conceito de Rajdharma (Rajdharma significa "o dever dos governantes", que era intrinsecamente entrelaçado com o conceito de bravura e darma xátria).
O pretexto para o início da Guerra de Calinga (265 ou 263 a.C.) é incerto. Um dos irmãos de Susima poderia ter fugido para Calinga e encontrado refúgio oficial lá. Isto teria enfurecido Açoca imensamente. Ele foi aconselhado por seus ministros para atacar Calinga devido a este ato de traição. Açoca então pediu que Calinga lhe pagasse para manter sua supremacia. Quando eles se recusaram a qualquer pagamento, Açoca enviou um de seus generais para Calinga para fazê-los ceder.
O general e suas forças ficaram, no entanto, completamente desnorteados através do tato hábil do comandante-em-chefe de Calinga. Açoca, perplexo com esta derrota, atacou com a maior invasão já registrada na história da Índia até então. Calinga resistiu fortemente, mas sucumbiram à força brutal de Açoca. Calinga inteira foi saqueada e destruída. Éditos posteriores de Açoca afirmaram que cerca de 100 000 pessoas foram mortas pelo lado de Calinga e 10 000 no exército da Açoca. Milhares de homens e mulheres foram deportados.